# Courchavon
Courchavon (hist. Vogtsburg) – miejscowość i gmina w północno-zachodniej Szwajcarii, w kantonie Jura, w okręgu Porrentruy.

## Demografia
W Courchavon mieszka 314 osób. W 2020 roku 7,6% populacji gminy stanowiły osoby urodzone poza Szwajcarią. 

## Transport
Przez teren gminy przebiegaj droga główna nr 6. 